# Salz, Bayern
Salz är en kommun och ort i Landkreis Rhön-Grabfeld i Regierungsbezirk Unterfranken i förbundslandet Bayern i Tyskland.
Kommunen ingår i kommunalförbundet Bad Neustadt an der Saale tillsammans med kommunerna Burglauer, Hohenroth, Niederlauer, Rödelmaier, Schönau an der Brend och Strahlungen.